# Papa-lagarta-cinzento
Cuco-cinzento ou papa-lagarta-cinzento (Coccycua cinerea) é uma espécie de ave da família Cuculidae.
Pode ser encontrada nos seguintes países: Argentina, Bolívia, Brasil, Colômbia, Paraguai, Peru e Uruguai.
Os seus habitats naturais são: florestas secas tropicais ou subtropicais e florestas subtropicais ou tropicais húmidas de baixa altitude.